# بدري فركوح
بَدْري فَرْكوح (تُوفي في 14 أغسطس 1940 م) هو أحدُ شعراء المَهْجر الأمريكي الشِّمالي، كان قد اختارَ مدينة نيُويُورك موطنًا لعَيْشِه وأدبه، فغَنَّاها في عددٍ من قصائدِه، وأفردَ لبعض مَعالمها جُزءًا من مَنْظومه وكِتاباتِه. يذكرُ نظير زيتون بأنَّ «أغلب الظنّ أنَّ بدري فركوح هو أوَّل صوت عربي مهجري نظم شعرًا باللغة الإنكليزيَّة».

## حياته
بَدْري سَليم فَرْكوح، والدتُه سَليمَة خيَّاط، اختارَ مدينة نيُويُورك موطنًا لعَيْشِه وأدبه، فغَنَّاها في عددٍ من قصائدِه، وأفردَ لبعض مَعالمها جُزءًا من مَنْظومه وكِتاباتِه. لم يكن بَدْري فَرْكوح عضوًا في الرابطةِ القلميَّة التي نشأت في نيُويورك، وضمَّت عددًا من قاطنيها من الأدباءِ المُهاجرين، وإنْ كانَ -كما تقولُ بعضُ المَراجِع- ينشر أَحْيانًا في جريدتِها الأدبيَّة العامِرة «السَّائِح» التي أَسَّسها ابنُ مدينتِه الأديب عبد المَسيح حدَّاد؛ كما أنَّه لم يلتحقْ بأيِّ مجموعَةٍ أدبية مهجريَّة معروفة.
لم تَذْكرِ المَصادرُ القليلة التي تحدَّثت عن بَدْري فَرْكوح متى جاء الولاياتِ المُتَّحدة الأمريكيَّة مهاجِرًا، ولكن يغلبُ على الظنّ أنَّه جاءَها سنةَ 1902 م، وهي السنةُ التي تشيرُ المراجع إلى أنَّها سنةُ ولادتِه، ولكن تُشير المصادر بأنَّ «كلَّ القرائِن تَسْتبعد ذلك تمامًا؛ فالشاعرُ نظمَ قصائدَ يعود تاريخُ بعضها إلى سنة 1911 م وما بعد، ومنها تلك القصيدةُ التي نظمَها مُهنِّئًا المرجعَ الديني المَسيحِي الكبير اثناسيُوس عَطا الله، مِتْروبوليت حِمص وتَوابِعها للروم الأَرْثوذكس سابِقًا مثلما ذكرَ المؤلِّفُ رِزْق الله نعمَة الله عبُّود في كتابه: «تَذْكار اليُوبيل لسيادَة الحَبْر الجَليل اثناسيُوس عَطا الله»، الصادر سنة 1911 ميلاديَّة؛ فهل يُعقَل أن يَنْظمَ بَدْري فَرْكوح مثلَ ذلك ويُرْسلَ التَّهنئةَ وعمرُه 9 سنوات، كما نظم قصائد أخرى وكتب مقالاتٍ في المرحلة نفسها. وبناءً على كلِّ ما تقدَّمَ يمكننا الجزم بأنَّ الشاعرَ وُلدَ قبلَ سنة 1902 م».
تزوَّج الشاعرُ بَدْري فركوح من جُورجيت عاقل، ورُزقَ منها بأربعة أبناء (إِدْوارد ودُوريس ورينُولد ولُورين).

## حياتُه الأدبيّة
لم يَلْقَ بَدْري فَرْكُوح الاهتمامَ اللائِق به كاتِبًا وأَديبًا وشاعرًا؛ حيث إنَّ مَصادِرَ الأدب المَهْجري المَعْروفة، مثل كتاب «أَدبُنا وأُدَباؤنا في المهاجر الأمريكيَّة» لجُورج صَيْدح وكتاب «أدب المَهْجر» لعيسَى النَّاعوري وكتاب «قصَّة الأدب المَهْجري» لمحمَّد عبد المنعم خفاجي، أغفلَتْ ذكرَه تمامًا، رغم أنَّ بعضَ تلك المَصادر ذكرت شُعَراءَ وأدباء ليس لهم دَواوينُ أو مَنْشورات، بل ليسَ لديهم شعرٌ مَعْروف.
ولَعلَّ المَقالةَ الأصيلَة التي وَردَتْ في كتابِ «أَعْلام الأدب والفنّ» عن بَدْري فَرْكُوح هي المَقالةُ الوَحيدة التي اعتمدت عليها بعضُ المَصادِر والمَقالات على الإنترنت في الحديث عنه. وما عدا ذلك، لا يوجد أيّ ذكرٍ له، حتَّى من زُمَلائه في الهجرة من حِمْص. كما مرَّ على ذكره كتابُ «تاريخ حِمْص» في بضعةِ أَسْطُر فقط، ولم يأتِ بمعلوماتٍ ذاتِ بال عنه زيادةً على ما جاءَ في المَرْجِع السَّابِق. يذكر الأديبُ المَهْجري الكبير نظير زيتون، نزيل البرازيل، بأنَّ «بدري فركوح قد نشر ديوانًا له باللغة الإنكليزيَّة بُعَيْدَ الحرب العالميَّة الأولى، أي قبلَ أن ينشرَ جبران خليل جبران مؤلَّفاته بهذه اللغة؛ وأغلب الظنّ أنَّ بدري فركوح هو أوَّل صوت عربي مهجري نظم شعرًا باللغة الإنكليزيَّة».
كان بَدْري فَرْكُوح مُغْرمًا بالطبيعة، وهو القائل فيها: «إِنِّي وَلُوعٌ بِالطَّبيعَةِ مُغْرَمٌ»، كما كان مُعْجبًا بالحضارة الغربيَّة وبمعالم نيُويُورك وما فيها من مَظاهر هذه الحضارة؛ فقد ضَمَّنَ شيئًا من ذلك في قصائده. كما توضح المصادر بأنه «لقد غلبَت على قصائِدِ الشَّاعر نكهةُ التأمُّل والذاتيَّة، وربَّما أنَّ هيامَه بالطبيعَة هو أحدُ مُفْرداتِ هذا التأمُّل. وكان التركيزُ على الطبيعَة وهيمنتُها على أشعارِه مَلْحوظًا في قَصائدِه، بل يَتَّضِح أنَّ لديه ميلًا صارخًا للطبيعة وما فيها، حتَّى إنك تشعر بأنَّ الطبيعةَ سحرتُه، لذلك كثر شعرُه عنها مفصَّلًا، حتَّى في دقائِقها؛ ففي قَصيدتِه «الظَّبْيات السَّابِحات» يُسرِّح بَدْري فَرْكُوح الطرفَ في عالم البَحْر، يَسْتبطِنُ جَمالَه ويستنشقُ سِحْرَه، في أبياتٍ قليلة تَحْكي شُعورَه ووجدانَه أمامَ هذا المارِد المائي»، فيَقول:
كما تُشير المصادر بأنه حتَّى عندما «يكون مُمْتَطيًا إِحْدى وسائِل التكنولوجيا الحديثَة، لا يستطيع إلَّا أن يهيمَ الشاعرُ في معالم الطبيعَة وتجلّياتها الساحِرة. وها هو الآن يعبِّر عن ذلك في قصيدتِه «نَظْرة من القِطار»، حيث ترتادُ السُّهولَ عَيْناه وتأسرُه مناظرُ الحُقول، وتأخذُ بلبِّه الزَّنابقُ على التِّلال، فيتمنَّى لو أنَّ هذه البَراري العامِرة بالحُسْن تَؤُول سَكَنًا له»، فيَقول:
وعِنْدما «ينظرُ من بيته عبرَ النافذة، لا تملُّ عَيْناه من تأمُّلِ جمالِ ما يَراه، فيُشْبِع تلك المَعالمَ الساحِرة من وَصْفِه وأدبه»، فيقول:
ويَتَراءَى مثلُ ذلك في قصيدتِه «الصَّباح السَّاحِر»، حيث يقولُ الشاعر:
لقد أنفقَ بَدْري فَرْكُوح كثيرًا من شعرِه في سَبْرِ بهاءِ الطبيعة، والتغنِّي برَوْنقِها وتفاصيلِها، فتغنَّى بالبَحْر والسُّهول والرِّياض والنَّسيم والجبال والطيُور والظِّباء.
غلبَتْ الخطابيَّةُ والمُباشَرَة على بعضِ شعر بَدْري فركوح، لاسيَّما قصائد: «أَيْنَ جَهَنَّم»، و «ذَبِيحَة الكَهنُوت» و «لَيَالي العَرَب»، وقد جاء في الأخيرة:
كما كانَ للوطن نصيبٌ من شعره، ففي قصيدةٍ معرَّبة للشاعر الإنكليزي «رِدْ يارْد كبلن» يقولُ تحت عنوان «حبَّذا الموتُ إذا عاشَ الوطن» داعيًا إلى الذَّوْدِ عنه بكلِّ الوسائل وبأيِّ ثَمَن:

## وفاته
تُوفِّي بَدْري فَرْكُوح ليلَ الأربعاء، 14 آب/أغسطس 1940 ميلاديًا الموافق 11 رجب 1359 هجريًا. وقد نَعاه صاحبُ جريدة السَّمير الأديب والشاعر المهجري إيليا أبو ماضي في جريدته في اليومَ التالي ناعِتًا إيَّاه بالشاعر والأديب الرَّفيق والصَّديق الكريم، كما رثاه بقصيدةٍ مُوجِعة، قال فيها:

## مؤلفاتُه
له كتاب بعنوان "قيثارة الشباب"، جمع فيه بعضًا من نثره وشعره، وقد صدرَ هذا الكتابُ سنة 1929 ميلاديَّة. وفضلًا على ما اشتمل عليه الكتابُ من مقالاتٍ نَثْريَّة وقصائد باللغة العربيَّة، فقد ضمَّ عددًا من القصائد باللغةِ الإنكليزيَّة. وتشير بعضُ المصادر إلى أنّ له ديوانًا منفصلًا باللغة الإنكليزية، لم يُعثّر عليه.